# Darius Slay
Darius Slay (Brunswick, 1º gennaio 1991) è un giocatore di football americano statunitense che gioca nel ruolo di cornerback per i Pittsburgh Steelers della National Football League (NFL). Fu scelto nel corso del secondo giro (36º assoluto) del Draft NFL 2013 dai Detroit Lions. Al college ha giocato a football all’Università statale del Mississippi.

## Carriera professionistica

### Detroit Lions
Slay fu scelto nel corso del secondo giro del Draft 2013 dai Detroit Lions. Debuttò come professionista partendo come titolare nella vittoria della settimana 1 contro i Minnesota Vikings in cui mise a segno 4 tackle. La sua stagione da rookie si concluse con 34 tackle in 13 presenze, 4 delle quali come partente. La successiva si impose stabilmente come titolare, totalizzando 61 tackle, 17 passaggi deviati e i primi due intercetti in carriera, il primo nella settimana 4 su Geno Smith dei New York Jets e il secondo nella settimana 15 su Teddy Bridgewater dei Minnesota Vikings.
Nella settimana 15 della stagione 2017, Slay mise a segno due intercetti su Mitchell Trubisky dei Chicago Bears, salendo a quota 7 e venendo premiato come difensore della NFC della settimana. A fine anno fu convocato per il suo primo Pro Bowl, l'unico giocatore dei Lions, e inserito nel First-team All-Pro dopo avere guidato la NFL con 8 intercetti alla pari di Kevin Byard dei Tennessee Titans.
Nel 14º turno della stagione 2018 Slay fu premiato come difensore della settimana dopo avere messo a segno 3 tackle, 3 passaggi deviati e un intercetto ritornato in touchdown. A fine stagione fu convocato per il suo secondo Pro Bowl.
Nel secondo turno della stagione 2019 Slay mise a segno un intercetto decisivo su Philip Rivers nella end zone con un minuto sul cronometro che permise ai Lions di battere i Los Angeles Chargers. A fine stagione fu convocato per il suo terzo Pro Bowl dopo avere fatto registrare 46 tackle e 2 intercetti.

### Philadelphia Eagles
Il 19 marzo 2020 Slay fu scambiato con i Philadelphia Eagles per una scelta del terzo e una del quinto giro del Draft NFL 2020. Al giocatore andò un rinnovo contrattuale triennale del valore di 50 milioni di dollari. Nel decimo turno fu premiato come difensore della NFC della settimana dopo avere recuperato un fumble, ritornandolo per 83 yard in touchdown.
Nel 2021 Slay fu convocato per il suo quarto Pro Bowl dopo avere fatto registrare 52 placcaggi e 3 intercetti.
Nel Monday Night Football del secondo turno della stagione 2022, Slay fece registrare due intercetti e cinque passaggi deviati su Kirk Cousins nella vittoria sui Minnesota Vikings per 24-7. Per questa prestazione fu premiato come difensore della NFC della settimana. A fine stagione fu convocato per il suo quinto Pro Bowl dopo 55 tackle e 3 intercetti. Il 12 febbraio 2023 partì come titolare nel Super Bowl LVII ma gli Eagles furono sconfitti per 38-35 dai Kansas City Chiefs.
Il 15 marzo 2023 Slay fu svincolato dagli Eagles ma il giorno successivo firmò un nuovo contratto biennale. Nel primo turno della stagione ritornò un intercetto su Mac Jones dei Patriots per 70 yard in touchdown. A fine anno fu convocato per il suo sesto Pro Bowl al posto di Charvarius Ward, impegnato nel Super Bowl LVIII, dopo avere fatto registrare 57 tackle, 2 intercetti e 14 passaggi deviati.
Nel turno delle wild card del 2024-2025 Slay fece registrare il primo intercetto in carriera nei playoff ai danni di Jordan Love nella vittoria sui Packers. Gli Eagles arrivarono fino al Super Bowl LVII dove ritrovarono i Chiefs, battendoli per 40–22, con Slay che conquistò il suo primo titolo.
Il 3 marzo 2025 Slay fu svincolato.

### Pittsburgh Steelers
Il 10 marzo 2025 Slay firmó con i Pittsburgh Steelers.

## Palmarès

### Franchigia
- Super Bowl : 1

Philadelphia Eagles: LIX
- National Football Conference Championship: 2

Philadelphia Eagles: 2022, 2024

### Individuale
- Convocazioni al Pro Bowl: 6

2017, 2018, 2019, 2021, 2022, 2023
- First-team All-Pro: 1

2017
- Difensore della NFC della settimana: 4

5ª del 2016, 15ª del 2017, 14ª del 2018, 10ª del 2021, 2ª del 2022
- Leader della NFL in intercetti: 1

2017